# Tramway de Barnaoul

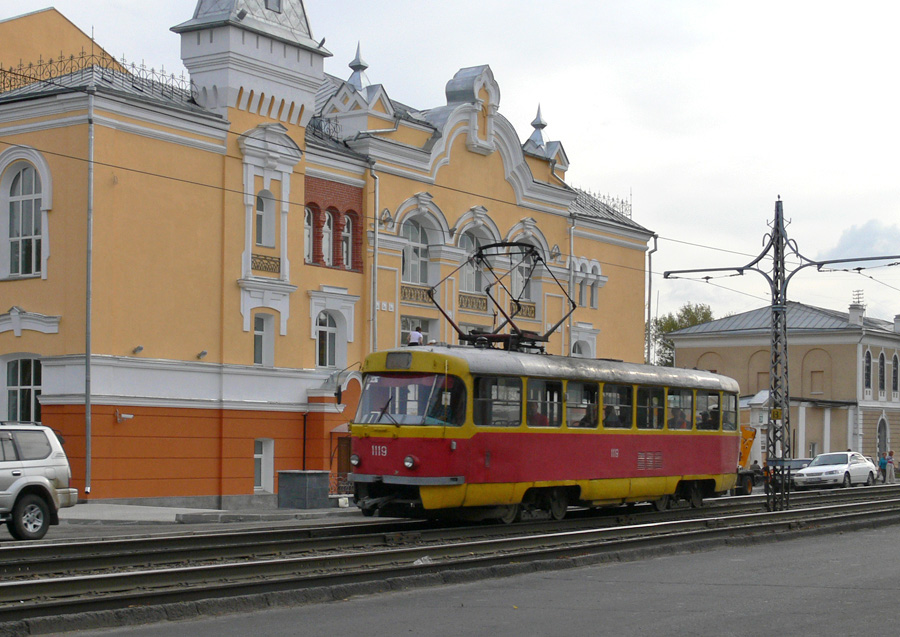
Le tramway de Barnaoul

Le tramway de Barnaoul est le réseau de tramway de la ville de Barnaoul, en Russie. Il a été mis en service en 1948.